# Uprising (альбом Entombed)
Uprising (рус. Восстание) — шестой студийный альбом шведской дэт-металлической группы Entombed, выпущен в 2000 году на лейбле Metal-Is.

## Об альбоме
Uprising был записан на Das Boot Studios продюсером Nico Elgstrand.
Композиции «Superior», «The Only Ones» and «Words» были записаны в июне 2000 года и переизданы в качестве бонус-треков в эксклюзивном издании в США.

## Список композиций
1. «Seeing Red» — 3:29
2. «Say It in Slugs» — 4:46
3. «Won’t Back Down» — 3:12
4. «Insanitys Contagious» — 2:51
5. «Something out of Nothing» — 3:13
6. «Scottish Hell» — 3:08
7. «Time Out» — 4:00
8. «The Itch» — 4:22
9. «Year in Year Out» — 2:39
10. «Returning to Madness» — 3:15
11. «Come Clean» — 2:52
12. «In the Flesh» — 6:04
13. «Superior» *
14. «The Only Ones» *
15. «Words» *

## Участники записи
- Jörgen Sandström - бас-гитара
- Peter Stjärnvind - ударные
- Alex Hellid - гитара
- Uffe Cederlund - орга́н, гитара, маракас (песня 4)
- Lars Göran Petrov - вокал